# كاتيا أزيفيدو
كاتيا إيزابيل دا سيلفا أزيفيدو (ولدت في 9 مارس 1994) هي عداءة برتغالية حطمت الأرقام القياسية وتتخصص في سباق 400 متر، وتتنافس لصالح البرتغال ونادي سبورتينغ لشبونة. فازت بميداليتين ذهبيتين في بطولة إيبيريا الأمريكية عام 2018.